# Willie Davenport

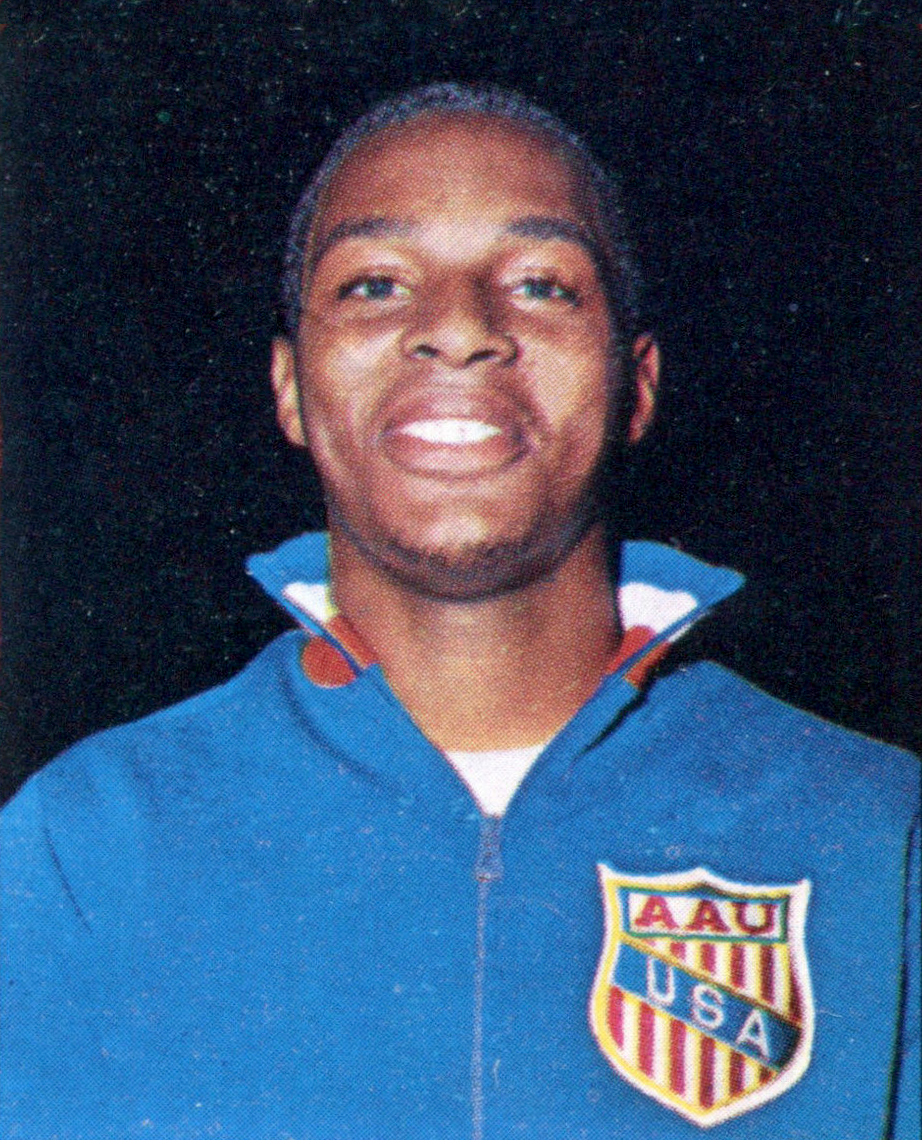
Willie Davenport (1968)

Willie Davenport, född 8 juni 1943 i Troy i Alabama, död 17 juni 2002 i Chicago, var en amerikansk friidrottare.
Davenport blev olympisk mästare på 110 meter häck vid olympiska sommarspelen 1968 i Mexico City.